# Tổng thống Estonia

Hiệu kỳ Tổng thống (trên biển)

Tổng thống Cộng hòa Estonia (tiếng Estonia: Eesti Vabariigi President) là nguyên thủ quốc gia Cộng hòa Estonia. Tổng thống hiện tại là Alar Karis, được bầu bởi Quốc hội vào ngày 31 tháng 8 năm 2021. .
Hiến pháp Estonia quy định nước này theo thể chế cộng hòa nghị viện, trong đó Tổng thống là một nhân vật mang tính nghi lễ, trên thực tế không có quyền hành pháp.
Hiến pháp cũng quy định rằng Tổng thống có nghĩa vụ phải đình chỉ tư cách thành viên của mình trong bất kỳ đảng phái chính trị nào trong nhiệm kỳ. Khi nhậm chức, tất cả các quyền hạn và nhiệm vụ của Tổng thống trong các chức vụ được bầu hoặc bổ nhiệm khác trước đó sẽ tự động chấm dứt. Về mặt lý thuyết, các biện pháp này sẽ giúp Tổng thống hoạt động một cách độc lập và vô tư hơn.
Tổng thống có nhiệm kỳ trong năm năm. Người được bầu không bị giới hạn bởi về số lần tái cử, miễn là không quá hai lần liên tiếp được bầu.

## Vai trò được đề cập trong Hiến pháp
Theo hiến pháp, Tổng thống Cộng hòa Estonia có các quyền hành sau đây:
- Đóng vai trò là đại diện cao nhất của nhà nước trong các vấn đề quốc tế (bao gồm ký kết các điều ước quốc tế được Chính phủ phê duyệt sơ bộ). Trong trường hợp đặc biệt, Tổng thống có thể đại diện cho Estonia trong Hội đồng châu Âu thay vì Thủ tướng Estonia.
- Bổ nhiệm và triệu hồi, theo đề nghị của Chính phủ, đại diện ngoại giao của Cộng hòa Estonia tại các quốc gia nước ngoài và các tổ chức quốc tế; nhận được thông tin của các đại diện ngoại giao nước ngoài được công nhận đến Estonia.
- Tuyên bố bầu cử thường xuyên của Riigikogu (quốc hội Estonia) và, theo các quy định tương ứng của Hiến pháp, các cuộc bầu cử bất thường. Bầu cử bất thường có thể được Tổng thống tuyên bố vào bốn lần: nếu Riigikogu không thể thông qua Đạo luật Ngân sách Nhà nước hàng năm, nếu Riigikogu không đạt được sự chấp thuận của quốc gia về trưng cầu dân ý, nếu Riigikogu không bầu Thủ tướng sau khi nó nhận được cơ hội (trong ba lần tuyên bố bầu cử bất thường là bắt buộc và Tổng thống chỉ đơn giản là "công chứng viên cao nhất" của nhà nước) hoặc nếu Riigikogu chuyển động kiểm duyệt đối với Chính phủ và Chính phủ, đến lượt mình, yêu cầu Tổng thống xem xét công bố các cuộc bầu cử bất thường (trong trường hợp này, Tổng thống có thể nói "không", nếu ông (hoặc bà) sáng lập tổ chức các cuộc bầu cử bất thường không cần thiết hoặc không hợp lý vì bất kỳ lý do gì);
- Triệu tập các thành viên mới của Riigikogu và mở phiên đầu tiên;
- Đề xuất với Chủ tịch Riigikogu triệu tập một phiên họp bất thường của Riigikogu (trong trường hợp cần thiết);
- Ban hành luật và ký các văn bản phê chuẩn. Tổng thống có thể từ chối ban hành dự luật thành luật trong vòng 14 ngày sau khi nhận được (hầu hết chỉ được thực hiện nếu Tổng thống thấy nó trái với Hiến pháp Estonia). Trong trường hợp này, Tổng thống hồi lại dự luật cho Riigikogu với quyết định của mình. Khi điều đó xảy ra, Riigikogu có thể xem xét lại và sửa đổi dự luật theo nhận xét của Tổng thống, bỏ qua vấn đề hoặc thông qua dự luật mà không có bất kỳ thay đổi nào lần thứ hai. Khi Riigikogu đưa ra lựa chọn thứ ba, Tổng thống không thể đơn giản từ chối ký dự luật thành luật nữa, nhưng có nghĩa vụ phải ban hành nó hoặc, hoặc nếu ông vẫn tin rằng đó là vi hiến thì sẽ yêu cầu Riigikohus (Tòa án Tối cao) ra phán quyết về tính hợp hiến của nó. Nếu Riigikohus không thấy vi phạm hiến pháp, Tổng thống phải ký dự luật thành luật.
- Có thể bắt đầu sửa đổi Hiến pháp. Cho đến bây giờ quyền này chỉ được sử dụng ở hai lần. Tổng thống Lennart Meri đề nghị giới thiệu các cuộc bầu cử trực tiếp của Tổng thống và thành lập Tòa án Hiến pháp vào ngày cuối cùng của ông tại vị. Đề xuất này đã không được ủng hộ bởi các thành viên của Quốc hội. Tổng thống Toomas-Hendrik Ilves đề nghị loại bỏ đề cập đến thể chế của Tư lệnh và Tổng tư lệnh các lực lượng quốc phòng khỏi Hiến pháp, để ông có thể được Chính phủ bổ nhiệm, chứ không phải bởi Riigikogu. Sửa đổi tương ứng cuối cùng đã được Riigikogu phê duyệt vào ngày 13 tháng 4 năm 2011 và có hiệu lực vào ngày 22 tháng 7 năm 2011;
- Sau khi tham khảo ý kiến thích hợp với các phân số của quốc hội, đề cử ứng cử viên cho chức vụ Thủ tướng (thường là lãnh đạo của liên minh nghị viện hoặc đảng lớn nhất ở Riigikogu), người phải trải qua một cuộc bỏ phiếu phê chuẩn trong quốc hội. Nếu ứng cử viên, được đề cử bởi Tổng thống, không có được sự chấp thuận của quốc hội hoặc thấy mình không có khả năng thành lập Chính phủ, Tổng thống có thể đề cử một ứng cử viên khác. Nếu ứng cử viên thứ hai cũng không được Quốc hội phê chuẩn hoặc nếu Tổng thống từ chối đề cử ứng cử viên thứ hai, quyền đề cử Thủ tướng được chuyển sang Riigikogu;
- Theo đề nghị của Thủ tướng chính thức bổ nhiệm và bãi nhiệm các thành viên của Chính phủ, trong khi đề xuất của Thủ tướng là ràng buộc đối với Tổng thống. Tổng thống không thể từ chối bổ nhiệm hoặc bãi nhiệm một bộ trưởng, nếu Thủ tướng đưa ra một đề xuất tương ứng. Vì vậy, vai trò của Tổng thống hầu như chỉ giới hạn trong việc ký chính thức các tài liệu tương ứng;
- Đề cử Chủ tịch Tòa án Tối cao, Chủ tịch Hội đồng quản trị của Ngân hàng Estonia, Tổng Kiểm toán và Tổng Chưởng lý Tư pháp. Về mặt lý thuyết, Tổng thống có thể đề cử bất kỳ ứng cử viên nào theo ý mình. Tuy nhiên, truyền thống của một nước cộng hòa nghị viện cho rằng Tổng thống tổ chức các cuộc tham vấn tương ứng với các phân số của quốc hội và chỉ đề xuất một ứng cử viên như vậy sẽ có thể đảm bảo sự ủng hộ của Riigikogu, vì tất cả các ứng voeen đó phải thông qua một cuộc bỏ phiếu trong quốc hội trước khi họ có thể đảm nhận văn phòng của họ;
- Theo đề nghị của Hội đồng quản trị của Ngân hàng Estonia, bổ nhiệm vào chức vụ Chủ tịch Ngân hàng Estonia. Tổng thống có thể từ chối chấp nhận đề xuất và yêu cầu một ứng cử viên khác (về mặt lý thuyết cho số lần không giới hạn). Tùy chọn này trước đây đã được Tổng thống Lennart Meri.
- Theo đề nghị của Tòa án Tối cao, bổ nhiệm các thẩm phán (các thẩm phán do Tổng thống bổ nhiệm chỉ có thể chịu trách nhiệm pháp lý khi có sự đồng ý của Tổng thống);
- Đứng đầu nhà nước, quân đội và ngoại giao;
- Là Tư lệnh tối cao của Lực lượng Quốc phòng Estonia (trong thực tế, chức năng này thường được coi là phần lớn mang tính nghi lễ và tượng trưng);
- Đưa ra các đề xuất với Riigikogu để tuyên bố thiết quân luật, ra lệnh huy động và xuất ngũ và tuyên bố tình trạng khẩn cấp;
- Tuyên bố thiết quân luật trong trường hợp Estonia bị tấn công và ra lệnh tổng động viên;
- Đóng vai trò là người đứng đầu Hội đồng Quốc phòng Nhà nước, là cơ quan cố vấn bao gồm Tổng thống, Thủ tướng, người phát ngôn của Riigikogu, chủ tịch ủy ban Riigikogu về quốc phòng và đối ngoại, bộ trưởng bộ ngoại giao, bộ trưởng bộ quốc phòng, bộ trưởng tài chính, bộ trưởng bộ nội vụ, bộ trưởng tư pháp và chỉ huy lực lượng quốc phòng Estonia;
- Bằng cách khoan hồng, trả tự do hoặc trao thông tin cho những người phạm tội bị kết án theo yêu cầu của họ;
- Khởi xướng việc đưa ra các cáo buộc hình sự chống lại Tổng Chưởng lý Tư pháp.

Không giống như người đồng cấp của mình trong các nước cộng hòa nghị viện khác, Tổng thống thậm chí không phải là lãnh đạo hành pháp trên danh nghĩa. Thay vào đó, Hiến pháp rõ ràng trao quyền điều hành trong Chính phủ.

## Danh sách Tổng thống Estonia
| # | Chân dung                                                             | Tên                  | Nhậm chức | Mãn nhiệm                 | Đảng phái                     | Sinh và mất                                                                            |
| - | --------------------------------------------------------------------- | -------------------- | --- | ------------------------- | ----------------------------- | -------------------------------------------------------------------------------------- |
| 1 | không khung                                                           | Konstantin Päts      | 24 tháng 4 năm 1938 | 23 tháng 7 năm 1940       | Liên đoàn yêu nước            | b. 23 tháng 2 năm 1874, Tahkuranna d. 18 tháng 1 năm 1956, Burashevo, Kalinin, Liên Xô |
| 1 | không khung                                                           | Konstantin Päts      | 1938 - được bầu bởi quốc hội và những người được chỉ định là thành viên duy nhất với 219 trên 238 phiếu bầu (92,0%).                                                                       |                           |                               |                                                                                        |
| 2 | không khung                                                           | Lennart Meri         | Ngày 6 tháng 10 năm 1992 | Ngày 8 tháng 10 năm 2001  | Liên minh quốc gia Pro Patria | b. 29 tháng 3 năm 1929, Rumani d. 14 tháng 3 năm 2006, Rumani                          |
| 2 | không khung                                                           | Lennart Meri         | 1992 - Vòng II - được bầu bởi quốc hội với 59 trên 101 phiếu (58,4%). 1996 - Vòng V - được bầu bởi quốc hội và các thành viên thành phố với 196 trong tổng số 372 phiếu (52,7%).           |                           |                               |                                                                                        |
| 3 | không khung                                                           | Arnold Rüütel        | Ngày 8 tháng 10 năm 2001 | Ngày 9 tháng 10 năm 2006  | Liên minh nhân dân Estonia    | b. Ngày 10 tháng 5 năm 1928, Giáo xứ Laimjala, Hạt Saare                               |
| 3 | không khung                                                           | Arnold Rüütel        | 2001 - Vòng V - được bầu bởi quốc hội và những người được chỉ định ở thành phố với 186 trên tổng số 365 phiếu (50,8%).                                                                     |                           |                               |                                                                                        |
| 4 | không khung                                                           | Toomas Hendrik Ilves | Ngày 9 tháng 10 năm 2006 | Ngày 10 tháng 10 năm 2016 | Đảng dân chủ xã hội           | b. 26 tháng 12 năm 1953, Stockholm, Thụy Điển                                          |
| 4 | không khung                                                           | Toomas Hendrik Ilves | 2006 - Vòng IV - được bầu bởi quốc hội và những người được chỉ định ở thành phố với 174 trong số 345 phiếu (50,4%). 2011 - Tôi tròn - được bầu bởi quốc hội với 73 trên 101 phiếu (72,3%). |                           |                               |                                                                                        |
| 5 | không khung                                                           | Kersti Kaljulaid     | Ngày 10 tháng 10 năm 2016 | Ngày 11 tháng 10 năm 2021 | Độc lập                       | b. Ngày 30 tháng 12 năm 1969, Tartu                                                    |
| 5 | không khung                                                           | Kersti Kaljulaid     | 2016 - Vòng VI - được bầu bởi quốc hội với 81 trên 98 phiếu (80%). |                           |                               |                                                                                        |
| 6 |                                                                       | Alar Karis           | Ngày 11 tháng 10 năm 2021 | Đương nhiệm               | Độc lập                       | b. Ngày 26 tháng 3 năm 1958, Tartu                                                     |
| 6 | 2021 – Vòng II – được bầu bởi quốc hội với 72 trên 101 phiếu (71.3%). | Alar Karis           | |                           |                               |                                                                                        |

## Trích nguồn
1. ↑  "Riigikogu liikmete ja teiste kõrgemate riigiteenijate palk ei muutu". Postimees. ngày 15 tháng 3 năm 2017.
2. ↑  "Estonia parliament votes for first female president", The Guardian, ngày 3 tháng 10 năm 2016, truy cập ngày 6 tháng 10 năm 2016